# Ben Claase
Bernardus Joannes Maria (Ben) Claase (Nijmegen, 7 augustus 1899 - aldaar, 7 maart 1973) was een Nederlandse collaborateur die tijdens de Tweede Wereldoorlog handelde in geroofd Joods vastgoed. Daarnaast was Claase in dienst van het Nationaal-Socialistisch Motorkorps, begunstiger van de Nederlandse SS, betrokken bij arrestatie van onderduikers, lid van het Nederlands Arbeidsfront en van de
Weerbaarheidsafdeling van de NSB.

## Levensloop
Claase was de zoon van architect Bernardus Joannes Claase en Martha Johanna Straatman. In 1928 trouwde hij met Petronella Gerarda Maria Aelberts.
Reeds voor de Tweede Wereldoorlog had Claase een administratie- en makelaarskantoor aan de Van Spaenstraat 19 in Nijmegen. In de eerste instantie richtte hij zich op administratief werk, het afsluiten van verzekeringen, het opmaken van balansen en het geven van belastingadviezen. Rond 1929 start hij met de handel en het beheer van vastgoed. Claase was daarnaast actief als lid van de  'Contactcommissie voor woningbouw en stadsontwikkeling'  van de stad Nijmegen.
Tijdens de Tweede Wereldoorlog was hij voorzitter van de ’Vakgroep tusschenpersonen in onroerende goederen Gewest Nijmegen’ en van 1942 tot en met 1945 directeur van het A.N.B.O. (Algemeen Nederlandse Beheer van Onroerende Goederen) in Arnhem. Het A.N.B.O. had als doel om vastgoed van Joodse eigenaren te verkopen aan ‘arische’ Nederlanders. Tijdens de Tweede Wereldoorlog was Claase als verkoopmakelaar betrokken bij 456 gevallen van de verkoop van geconfisqueerde panden die toebehoorden aan Joden. Ook was hij voorzitter van de ‘Vakgroep Tussenpersonen in Onroerende Goederen’ regio Nijmegen.

### Veroordeling
Op 19 januari 1949 stond Claase voor het Bijzonder Gerechtshof van Arnhem terecht voor de rol die hij speelde bij de overval op de kazerne van de Marechaussee in 's-Heerenberg in september van 1944. Bij deze overval, die Claase leidde, zou de kazerne geplunderd zijn en de goederen onder de overvallers zijn verdeeld. Daarnaast stond hij terecht voor het verkopen van ongeveer 3100 panden die toebehoorden aan Joodse eigenaren. De verkoop van de panden zou bijna ƒ 7.000.000 hebben opgebracht. Na de oorlog verklaarde Claase niet anti-Joods te zijn geweest, maar er tevens niets op tegen had gehad dat Joodse eigendommen aan anderen werden verkocht.
In 1949 werd Claase veroordeeld tot een gevangenisstraf van 7 jaar en 6 maanden. In 1950 kwam hij voorwaardelijk vrij en werd hij onder toezicht gesteld van de Stichting Toezicht Politieke Delinquenten. Claase was na de oorlog opnieuw vanuit zijn kantoor aan de Groesbeekseweg 34 als makelaar actief in Nijmegen.